# Orden de la Rosacruz Dorada
La Orden de la Rosacruz Dorada (en alemán Orden des Gold- und Rosenkreutz) fue una organización rosacruz alemana fundada en la década de 1750 por el alquimista y masón Hermann Fictuld. Los candidatos debían ser maestros masones con buena disposición. La alquimia era el objeto central de estudio para los miembros.
Buena parte de la estructura jerárquica de esta orden fue usada por la Societas Rosicruciana in Anglia y, desde ahí, por la Orden Hermética de la Aurora Dorada.

## Historia
La fraternidad fue fundada en la década de 1750, pero no se sabe con certeza cuando apareció. Muchos documentos y libros la mencionan desde el siglo XVIII. Por ejemplo, el ocultista alemán Ralph Tegtmeier cree que la idea de crear la orden surgió debido a la publicación por Sigmund Richter (usando el nombre de Sincerus Renatus) de la obra La perfecta y verdadera preparación de la piedra filosofal de acuerdo con el secreto de la Hermandad de la Rosacruz Dorada en 1710. 
En la década de 1770 la orden tenía centros en Berlín, Hamburgo, Fráncfort del Meno, Regensburg, Múnich, Viena, Praga, Polonia, Hungría y Rusia.
El rey Federico Guillermo II de Prusia y Georg Forster fueron miembros destacados.